# Зоуи Щрауб
Зоуи Щрауб, по-известна на широката публика, като Зоуи, е австрийска певица, текстописец и актриса. Известна е най-вече с представянето на Австрия с песента „Loin d'ici“ („Далече оттук“) на 61-вото издание на конкурса за песен на „Евровизия“ в Стокхолм, Швеция.

## Живот и кариера

### Ранни години
Зоуи Щрауб е родена на 1 декември 1996 г. в австрийската столица, Виена, в семейство на музикантите Кристоф и Роумина Щрауб.
На шестгодишна възраст, тя участва в песен на музикален проект на своите родители, „Пейпърмуун“, казваща се „Doop Doop (Baby Remix)“ През 2007 г. Щрауб участва в автрийското предаване „Kiddy Contest“, представяйки се с песента „Engel ohne Flügel“, изпълнявана от немската певица Никол. Учи девет години във френската гимназия във Виена.

### „Дебют“ и „Евровизия“
През 2015 г. Щрауб участва в телевизонния сериал „Vorstadtweiber“, излъчван по ORF. Същата година участва в националната селскция за песен на Австрия с песента „Quel filou“ („Каква глупачка“) и достига трето място. На 23 октомври 2015 г. издава дебютния си албум, озаглаваен „Debut“.